# Culiseta impatiens
Culiseta impatiens är en tvåvingeart som först beskrevs av Walker 1848.  Culiseta impatiens ingår i släktet Culiseta och familjen stickmyggor. Inga underarter finns listade i Catalogue of Life.

## Bildgalleri

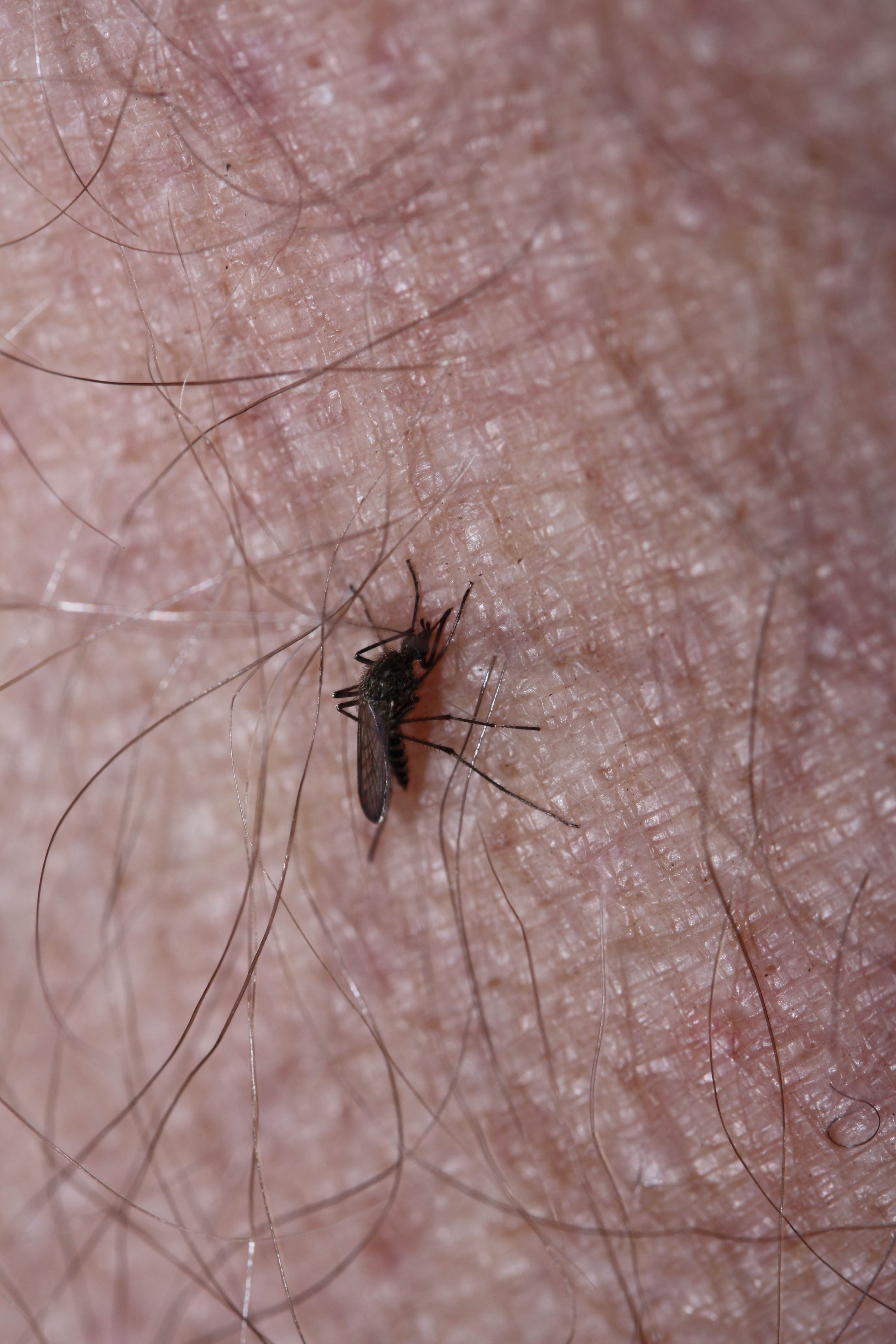
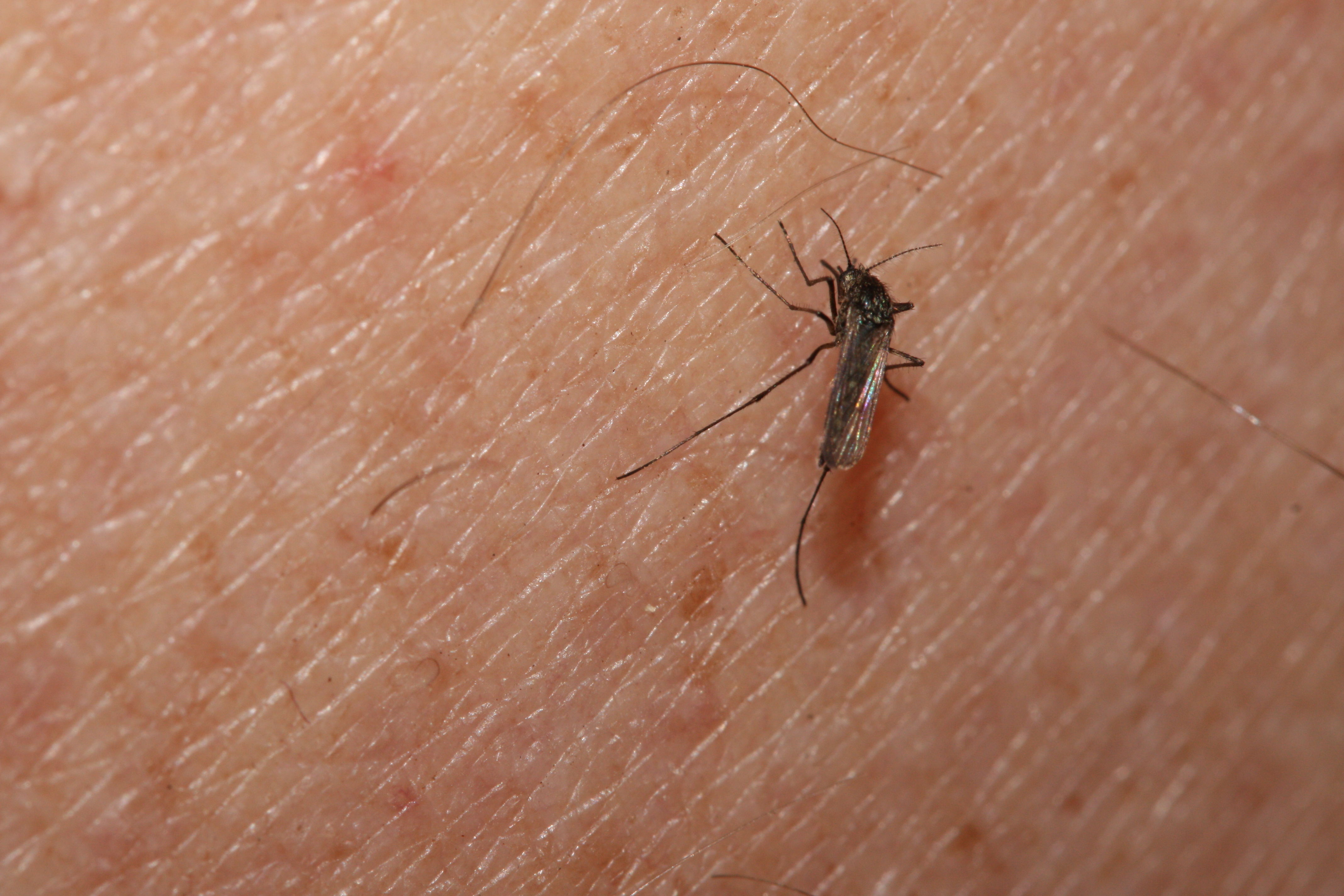
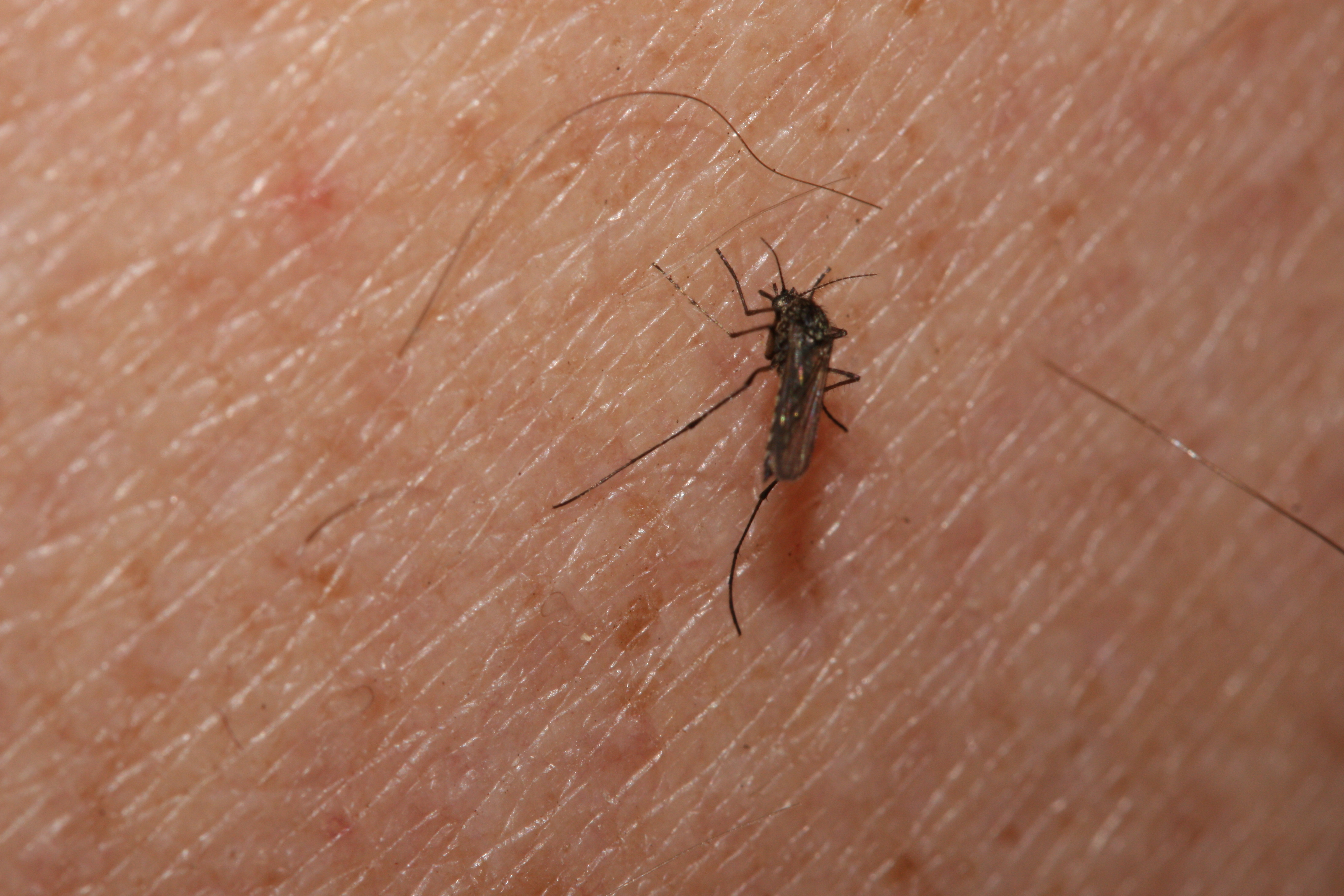
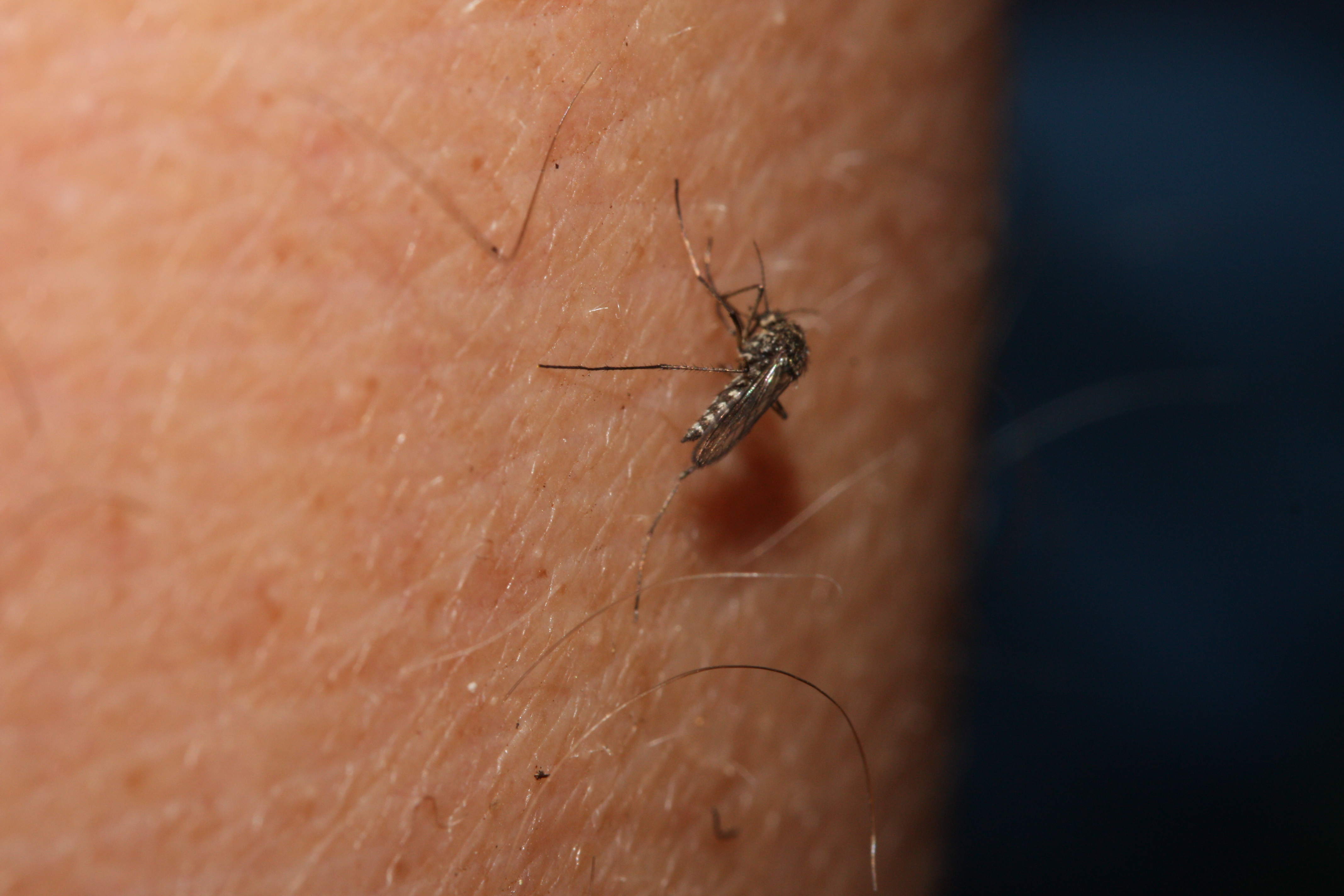
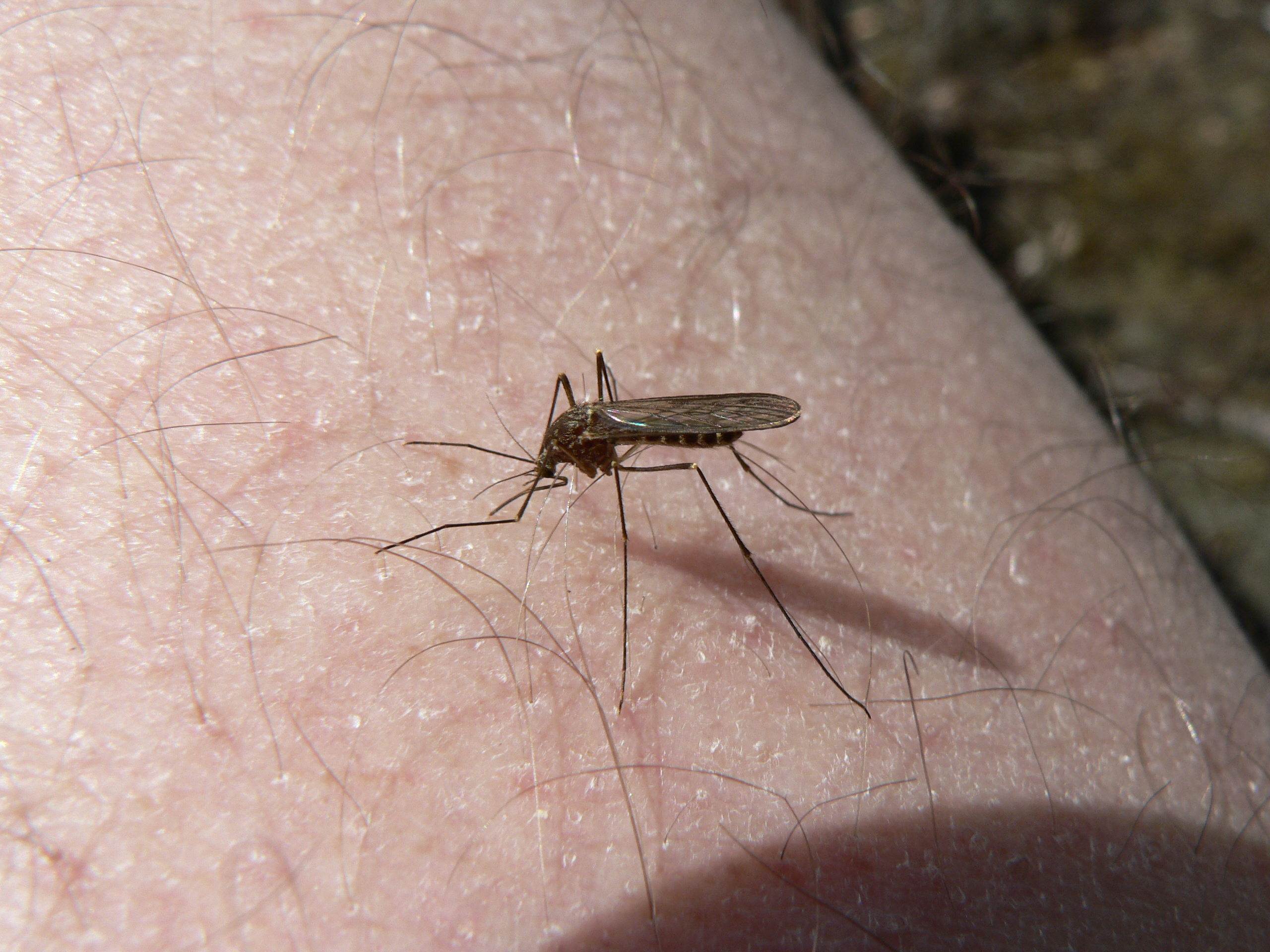